# Albano Sant'Alessandro
Albano Sant'Alessandro es una localidad y municipio italiano de la provincia de Bérgamo, región de Lombardía, con 7.170 habitantes.

## Evolución demográfica
| Gráfica de evolución demográfica de Albano Sant'Alessandro entre 1861 y 2001 |
|                                                                              |
| Fuente ISTAT - elaboración gráfica de Wikipedia                              |